# Fuans
Fuans ist eine französische Gemeinde mit 472 Einwohnern (Stand: 1. Januar 2022) im Département Doubs in der Region Bourgogne-Franche-Comté.

## Geographie
Fuans liegt auf 715 m über dem Meeresspiegel, neun Kilometer nördlich von Morteau und etwa 44 Kilometer ostsüdöstlich der Stadt Besançon (Luftlinie). Das Straßendorf erstreckt sich im Jura, am südlichen Rand des Beckens von Vennes, am Fuß der Waldhöhe des Bois de la Faye. Das Gemeindegebiet gehört zum Regionalen Naturpark Doubs-Horloger.
Die Fläche des 11,10 km² großen Gemeindegebiets umfasst einen Abschnitt des französischen Juras. Der nördliche Teil des Gebietes wird vom Becken von Vennes eingenommen, das eine Breite von ungefähr 4 km und eine Länge von fast 10 km aufweist und durchschnittlich auf 770 m liegt. Es ist überwiegend von Acker- und Wiesland bestanden. Das Plateau besitzt keine oberirdischen Fließgewässer, weil das Niederschlagswasser im verkarsteten Untergrund versickert. In das Becken eingetieft ist das Trockental von Fuans, das topographisch zum Einzugsgebiet des Dessoubre gehört.
Nach Süden erstreckt sich das Gemeindeareal über den Waldhang des Bois de la Faye bis auf die angrenzenden, nur schwach reliefierten Jurahochflächen von La Faye und Les Cerisiers (943 m), die ein lockeres Gefüge von Nadelwald und Weideland zeigen. Ganz im Süden wird auf der Anhöhe von Percerot mit 1023 m die höchste Erhebung von Fuans erreicht.
Zu Fuans gehören neben dem eigentlichen Ort auch verschiedene Gehöfte und zahlreiche Einzelhöfe. Nachbargemeinden von Fuans sind Guyans-Vennes im Norden, Le Bélieu im Osten sowie Fournets-Luisans im Süden und Westen.

## Geschichte
Seit 1998 ist Fuans Mitglied des 44 Ortschaften umfassenden Gemeindeverbandes Communauté de communes du Pays de Pierrefontaine-Vercel. Am 1. Januar 2009 erfolgte eine Änderung der Arrondissementszugehörigkeit der Gemeinde. Bislang zum Arrondissement Besançon gehörend, kamen alle Gemeinden des Kantons zum Arrondissement Pontarlier.

## Sehenswürdigkeiten
|  |  |

Die Dorfkirche Nativité-de-Saint-Jean-Baptiste (Geburt Johannes’ des Täufers) wurde im 19. Jahrhundert im Stil der Neugotik erbaut und besitzt eine Kanzel aus dem 17. Jahrhundert. Ebenfalls aus dem 19. Jahrhundert stammt die Kapelle Notre-Dame du Mont. Die Belvédère de la Roche du Prêtre (außerhalb des Gemeindegebietes) bietet eine schöne Aussicht auf den Talkessel des Cirque de Consolation mit der Karstquelle des Dessoubre.

## Bevölkerung
| Jahr                       | 1962 | 1968 | 1975 | 1982 | 1990 | 1999 | 2006 | 2016 |
| Einwohner                  | 281  | 273  | 264  | 267  | 303  | 336  | 405  | 475  |
| Quellen: Cassini und INSEE |      |      |      |      |      |      |      |      |

Mit 472 Einwohnern (1. Januar 2022) gehört Fuans zu den kleinen Gemeinden des Départements Doubs. Nachdem die Einwohnerzahl in der ersten Hälfte des 20. Jahrhunderts markant abgenommen hatte (1881 wurden noch 539 Personen gezählt), wurde seit Mitte der 1970er Jahre wieder ein Bevölkerungswachstum verzeichnet.

## Wirtschaft und Infrastruktur
Fuans war bis ins 20. Jahrhundert hinein ein vorwiegend durch die Landwirtschaft (Viehzucht und Milchwirtschaft, Ackerbau) und die Forstwirtschaft geprägtes Dorf. Daneben gibt es heute verschiedene Betriebe des Kleingewerbes, darunter ein Unternehmen des Baugewerbes. Viele Erwerbstätige sind auch Wegpendler, die in den umliegenden größeren Ortschaften ihrer Arbeit nachgehen.
Die Ortschaft ist verkehrstechnisch gut erschlossen. Sie liegt an der Hauptstrasse D461, die von Besançon nach Morteau führt. Weitere Straßenverbindungen bestehen mit Orchamps-Vennes, Pierrefontaine-les-Varans und Les Fournets.